# Turkovčina
Turkovčina is een plaats in de gemeente Bedenica in de Kroatische provincie Zagreb. De plaats telt 376 inwoners (2001).